# Außenministerium des Sudan
Das Ministerium für auswärtige Angelegenheiten (Ministry of Foreign Affairs), ein Ministerium des sudanesischen Kabinetts, ist die oberste Behörde des Sudan, die für die Gestaltung und Führung der sudanesischen Außenpolitik zuständig ist.

Emblem des Sudan

## Liste der Minister
Dies ist eine Liste der Außenminister des Sudan:
| Nr.                                      | Name                                           | Bild                       | Amtszeit                   |
| Republik Sudan (1956–1969)               | Republik Sudan (1956–1969)                     | Republik Sudan (1956–1969) | Republik Sudan (1956–1969) |
| ---------------------------------------- | ---------------------------------------------- | -------------------------- | -------------------------- |
| 1                                        | Mubarak Zarouk (1916–1965)                     |                            | 1956                       |
| 2                                        | Muhammad Ahmad Mahgoub (1908–1976)             |                            | 1956–1958                  |
| 3                                        | Sayed Ahmad Keir (1905–1994)                   |                            | 1958–1964                  |
| (2)                                      | Muhammad Ahmad Mahgoub (1908–1976)             |                            | 1964–1965                  |
| 4                                        | Muhammad Ibrahim Khalil (geb. 1921)            |                            | 1965–1966                  |
| 5                                        | Ibrahim al-Mufti                               |                            | 1966–1967                  |
| (2)                                      | Muhammad Ahmad Mahgoub (1908–1976)             |                            | 1967–1968                  |
| 6                                        | Ali Abdel Rahman al-Amin                       |                            | 1968–1969                  |
| Demokratische Republik Sudan (1969–1985) |                                                |                            |                            |
| 7                                        | Babiker Awadalla (1917–2019)                   |                            | 1969–1970                  |
| 8                                        | Jaafar Nimeiry (1930–2009)                     |                            | 1970–1971                  |
| 9                                        | Farouk Abu Issa (1933–2020)                    |                            | 1971                       |
| 10                                       | Mansour Khalid (1931–2020)                     |                            | 1971–1975                  |
| 11                                       | Gamal Muhammad Ahmed (1917–?)                  |                            | 1975–1976                  |
| 12                                       | Mahgoub Makawy                                 |                            | 1976–1977                  |
| (10)                                     | Mansour Khalid (1931–2020)                     |                            | 1977                       |
| 13                                       | Rashid Bakr (1930–1988)                        |                            | 1977–1980                  |
| 14                                       | Muhammad Mirghani Mubarak                      |                            | 1980–1984                  |
| 15                                       | Hashim Osman                                   |                            | 1984–1985                  |
| Republik Sudan (1985–heute)              |                                                |                            |                            |
| 16                                       | Ibrahim Taha Ayoub (geb. 1940)                 |                            | 1985–1986                  |
| 17                                       | Zayn al-Abidin ash-Sharif al-Hindi (geb. 1932) |                            | 1986–1987                  |
| 18                                       | Muhammad Tawfiq Ahmad                          |                            | 1987                       |
| 19                                       | Mamoun Mahgoub Sinada                          |                            | 1987–1988                  |
| 20                                       | Hussein Suleiman Abu Saleh (1930–2021)         |                            | 1988–1989                  |
| 21                                       | Hassan Al-Turabi (1932–2016)                   |                            | 1989                       |
| 22                                       | Sid Ahmad al-Hussein                           |                            | 1989                       |
| 23                                       | Ali Sahloul (geb. 1930)                        |                            | 1989–1993                  |
| (20)                                     | Hussein Suleiman Abu Saleh (1930–2021)         |                            | 1993–1995                  |
| 24                                       | Ali Osman Taha (geb. 1944)                     |                            | 1995–1998                  |
| 25                                       | Mustafa Osman Ismail (geb. 1955)               |                            | 1998–2005                  |
| 26                                       | Lam Akol (geb. 1950)                           |                            | 2005–2007                  |
| 27                                       | Deng Alor Kuol                                 |                            | 2007–2010                  |
| 28                                       | Ali Ahmed Karti (geb. 1953)                    |                            | 2010–2015                  |
| 29                                       | Ibrahim Ghandour (geb. 1952)                   |                            | 2015–2018                  |
| —                                        | Mohamed Abdalla Idris Acting Minister          |                            | 2018                       |
| 30                                       | al-Dirdiri Mohamed Ahmed                       |                            | 2018–2019                  |
| 31                                       | Asma Mohamed Abdalla (geb. 1946)               |                            | 2019–2020                  |
| —                                        | Omar Gamar-Eldin Ismail Acting Minister        |                            | 2020–2021                  |
| 32                                       | Mariam al-Mahdi (geb. 1965)                    |                            | 2021                       |
| —                                        | Abdalla Omar Bashir Acting Minister            |                            | 2021–2022                  |
| 33                                       | Ali al-Sadiq Ali                               |                            | 2022-heute                 |